# Sette spose per sette fratelli (serie televisiva)
Sette spose per sette fratelli (Seven Brides for Seven Brothers) è una serie televisiva statunitense in 22 episodi trasmessa per la prima volta nella stagione televisiva 1982-1983.
La serie si rifaceva al film del 1954 Sette spose per sette fratelli. Fu cancellata al termine della prima stagione a causa dei bassi ascolti registrati.

## Personaggi e interpreti
- Adam McFadden, interpretato da Richard Dean Anderson.
- Brian McFadden, interpretato da Drake Hogestyn.
- Crane McFadden, interpretato da Peter Horton.
- Daniel McFadden, interpretato da Roger Wilson.
- Evan McFadden, interpretato da Tim Topper.
- Ford McFadden, interpretato da Brian Utman.
- Guthrie McFadden, interpretato da River Phoenix.
- Hannah McFadden, interpretata da Terri Treas.